# Ibrahim Kaya
Ibrahim Kaya (* 8. September 1966 in Divriği, Türkei) ist ein deutscher Autor. 

## Leben
Kaya, der seit Anfang der 1970er Jahre in Augsburg lebt, schreibt seit seinem zwölften Lebensjahr Lyrik und Prosa. Ab 1983 folgen auch Veröffentlichungen, sowohl in türkischsprachigen Zeitschriften als auch auf Deutsch. Zusammen mit dem Schriftsteller und Experimentalmusiker Gerald Fiebig schrieb er das interkulturelle Langgedicht Zweistromland (2001/2003), das die beiden Autoren bisweilen auch als Text-Klang-Collage aufführen. Kaya und Fiebig hatten bereits vorher für die Literaturzeitschrift Zeitriss (1991–2001) zusammengearbeitet.